# Leke James
Leke Samson James (Kaduna, 1º novembre 1992) è un calciatore nigeriano, attaccante svincolato.

## Carriera

### Club
A partire dal mese di novembre 2011, James si è aggregato ai norvegesi dell'Aalesund per sostenere un periodo di prova. Il 6 gennaio 2012, l'attaccante nigeriano ha firmato un contratto triennale con il club. Ha debuttato con la casacca dell'Aalesund il 26 luglio, sostituendo Sander Post nella vittoria per 5-0 sul KF Tirana, sfida valida per il secondo turno di qualificazione all'Europa League 2012-2013. Ha esordito invece nell'Eliteserien in data 29 luglio, schierato titolare nella vittoria per 3-1 sullo Stabæk. Il 21 ottobre ha siglato la prima rete in squadra, nella vittoria per 3-1 sul Vålerenga. Ha chiuso la stagione con 15 presenze e 6 reti tra tutte le competizioni.
Il 1º maggio 2013 ha realizzato la prima doppietta, nel successo per 0-5 sul campo del Florø, in una sfida valida per il Norgesmesterskapet. Il 1º novembre successivo ha rinnovato il contratto che lo legava al club fino al 31 dicembre 2016. Ha segnato 13 reti in 28 partite nel corso di quella stagione, venendo votato dai suoi tifosi come miglior giovane della squadra.
Il 26 ottobre 2014 ha realizzato la prima doppietta nella massima divisione locale, nel successo per 1-2 sul campo del Viking. In quella stagione ha totalizzato 11 reti in 26 presenze in squadra.
Il 14 febbraio 2016, l'Aalesund ha comunicato ufficialmente d'aver ceduto Leke James ai cinesi del Beijing Enterprises, compagine militante nella China League One. Ha esordito in squadra il 12 marzo successivo, schierato titolare nel pareggio per 1-1 arrivato sul campo del Wuhan Zall. Il 17 aprile 2016 ha trovato la prima rete, in occasione del pari per 1-1 contro il Guizhou Hengfeng. È rimasto in squadra per un biennio, nel corso del quale ha totalizzato 26 presenze e 13 reti, tra campionato e coppa nazionale.
Libero da vincoli contrattuali, il 30 aprile 2018 ha fatto ritorno in Norvegia per giocare nel Molde, squadra a cui si è legato con un contratto valido fino al 31 dicembre 2020.
Il 25 gennaio 2021, il Molde ha reso nota la cessione di James ai sauditi dell'Al-Qadisiya.

## Statistiche

### Presenze e reti nei club
Statistiche aggiornate al 9 marzo 2023.
| Stagione                   | Club                       | Campionato                 | Campionato | Campionato | Coppe nazionali | Coppe nazionali | Coppe nazionali | Coppe continentali | Coppe continentali | Coppe continentali | Supercoppe | Supercoppe | Supercoppe | Totale | Totale |
| Stagione                   | Club                       | Comp                       | Pres       | Reti       | Comp            | Pres            | Reti            | Comp               | Pres               | Reti               | Comp       | Pres       | Reti       | Pres   | Reti   |
| -------------------------- | -------------------------- | -------------------------- | ---------- | ---------- | --------------- | --------------- | --------------- | ------------------ | ------------------ | ------------------ | ---------- | ---------- | ---------- | ------ | ------ |
| 2012                       | Aalesund                   | ES                         | 12         | 4          | CN              | 0               | 0               | UEL                | 3                  | 2                  | -          | -          | -          | 15     | 6      |
| 2013                       | Aalesund                   | ES                         | 26         | 10         | CN              | 2               | 3               | -                  | -                  | -                  | -          | -          | -          | 28     | 13     |
| 2014                       | Aalesund                   | ES                         | 23         | 10         | CN              | 3               | 1               | -                  | -                  | -                  | -          | -          | -          | 26     | 11     |
| 2015                       | Aalesund                   | ES                         | 29         | 13         | CN              | 3               | 2               | -                  | -                  | -                  | -          | -          | -          | 32     | 15     |
| Totale Aalesund            | Totale Aalesund            | Totale Aalesund            | 90         | 37         |                 | 8               | 6               |                    | 3                  | 2                  |            | -          | -          | 101    | 45     |
| 2016                       | Beijing Enterprises        | CL1                        | 24         | 13         | CC              | 1               | 0               | -                  | -                  | -                  | -          | -          | -          | 25     | 13     |
| 2017                       | Beijing Enterprises        | CL1                        | 2          | 0          | CC              | 0               | 0               | -                  | -                  | -                  | -          | -          | -          | 2      | 0      |
| Totale Beijing Enterprises | Totale Beijing Enterprises | Totale Beijing Enterprises | 26         | 13         |                 | 1               | 0               |                    | -                  | -                  |            | -          | -          | 27     | 13     |
| apr.-dic. 2018             | Molde                      | ES                         | 9          | 3          | CN              | -               | -               | UEL                | 5                  | 1                  | -          | -          | -          | 14     | 4      |
| 2019                       | Molde                      | ES                         | 28         | 17         | CN              | 2               | 3               | UEL                | 8                  | 4                  | -          | -          | -          | 38     | 24     |
| 2020                       | Molde                      | ES                         | 22         | 13         | -               | -               | -               | UCL+UEL            | 4+5                | 2+0                | -          | -          | -          | 31     | 15     |
| Totale Molde               | Totale Molde               | Totale Molde               | 59         | 33         |                 | 2               | 3               |                    | 4+18               | 2+5                |            | -          | -          | 83     | 43     |
| gen.-giu. 2021             | Al-Qadisiya                | SPL                        | 10         | 2          | CA              | 1               | 0               | -                  | -                  | -                  | -          | -          | -          | 11     | 2      |
| 2021-2022                  | Sivasspor                  | SL                         | 12         | 2          | CT              | 1               | 2               | UECL               | 6                  | 2                  |            | -          | -          | 19     | 6      |
| 2022-2023                  | Sivasspor                  | SL                         | 6          | 2          | CT              | 0               | 0               | UEL+UECL           | 2+2                | 1+0                | ST         | 1          | 0          | 10     | 3      |
| Totale Sivasspor           | Totale Sivasspor           | Totale Sivasspor           | 18         | 4          |                 | 1               | 2               |                    | 10                 | 3                  |            | 1          | 0          | 30     | 10     |
| Totale                     | Totale                     | Totale                     | 203        | 89         |                 | 13              | 11              |                    | 35                 | 12                 |            | 1          | 0          | 252    | 113    |

## Palmarès

### Club

#### Competizioni nazionali
- Campionato norvegese: 1

Molde: 2019
- Coppa di Turchia: 1

Sivasspor: 2021-2022